# 기타큐슈 화물 터미널역
기타큐슈 화물 터미널 역(일본어: 北九州貨物ターミナル駅)은 일본 후쿠오카현 기타큐슈시 모지구에 위치한 일본화물철도 소속 철도역이다.

## 역 구조
지상역. 컨테이너 홈은 3면 있어, 중 2면이 발착선하역 방식(E&S방식)을 채용해 4개의 발착 하역선이 접하고 있다.

남는 1면의 홈은 해상 컨테이너 전용으로, 접하는 하역선은 측선이다. 그 외, 발착선 2선, 구분선등이 부설되고 있다.

구내에는, 영업 창구인 JR화물 기타큐슈 영업 지점이나, 차량 기지·승무원 기지인 모지 기관구도 놓여져 있다.

## 취급화물 종류
- 컨테이너 화물

12ft 컨테이너, 20ft·30ft 대형 컨테이너, 20ft·40ft ISO규격 해상 컨테이너 화물을 취급하고 있다.
- 산업 폐기물·특별 관리 산업 폐기물의 취급 허가를 얻고 있다.